# Fritz Bock
Fritz Leo Nicolai Bock (23. december 1851 – 24. marts 1923 i København) var en dansk fabrikant, bror til Alexander Bock.
Han var søn af lægen og fabrikanten J.C.A. Bock, som i 1857 havde grundlagt sæbe- og stearinlysfabrikken O.F. Asp.
I 1880 gik O.F. Asp konkurs, og resterne blev overtaget af grosserer L.P. Holmblad. Inden da havde Fritz Bock sammen med broderen Alexander bestyret fabrikken for Kjøbenhavns Handelsbank. Brødrene beholdt firmanavnet og etablerede en ny stearinlysfabrik på Blegdamsvej 104-106. Bygningen blev tegnet af Hans J. Holm. Broderen Alexander Bock var den ledende kraft i virksomheden, og selvom han alle sine dage var hæmmet af sygdom, arbejdede han utrætteligt på at skabe nye markeder for stearinlyset. 1896 frembragte Alexander Bock en cykellygte og et cykellys, hvis smeltepunkt var i overensstemmelse med lygtens afkølingssystem. Asp-lygten eller Asp-cykellyset var en nyskabelse og blev snart et af fabrikkens vigtigste produkter.
I 1919 solgte Fritz Bock O.F. Asp til det nye selskab Medicinalco, som lod det indgå i Asp-Holmblad.
Han var formand for Danske Esperantisters Centralforening 1908-09 og kasserer for Foreningen Ungdommens Vel.
Fritz Bock var ugift.